# 四平红嘴经济技术开发区
四平红嘴经济技术开发区是吉林省四平市铁西区于2001年12月建立的开发区，2002年列为吉林省经济开发区，2010年，列入国家级经济技术开发区。其所辖区域，以红嘴高新技术开发区之名列为铁西区下辖的一个类似乡级单位。

## 行政区划
下辖以下地区：红嘴高新技术开发区虚拟社区。